# Physarum polycephalum
Blob
« Blob (biologie) » redirige ici. Pour les autres significations, voir Blob.
Espèce
Physarum polycephalum, plus couramment appelé blob, est une espèce unicellulaire de myxomycète de l'ordre des Physarales, vivant dans les milieux frais et humides tels que les tapis de feuilles mortes des forêts ou le bois mort. Cet amibozoaire est classé depuis 2015 parmi les mycétozoaires. 
Organisme capable de prendre diverses formes, Physarum polycephalum, bien que n'ayant pas de cerveau ni système nerveux central, est doté de certaines capacités d'apprentissage,. Comme les champignons, dont il ne fait pas partie, cet organisme monocellulaire possède des milliers de répliques de son noyau (permettant sa fragmentation et la fusion des fragments), ce qui a suscité une erreur historique : on a longtemps cru que cette cellule géante était un champignon et qu'elle possédait plusieurs noyaux, et Physarum polycephalum a donc longtemps été qualifié de « mycète » et de « polynucléaire ».

## Dénominations

### Dénomination scientifique
Son nom binominal Physarum polycephalum lui est donné en 1822 par le mycologue américain Lewis David von Schweinitz. Le nom générique Physarum, mélange de grec et de latin, signifie littéralement « petite vessie » ; l'épithète spécifique polycephalum signifiant « à plusieurs têtes ». Le nom de genre possède de nombreux synonymes, dont Didymium ou Lignydium.

### Dénomination en français
Le nom masculin blob est couramment utilisé comme nom de vulgarisation par les francophones pour désigner cette espèce,. Cependant il faut noter que ce nom vernaculaire, issu de la culture populaire ne suit pas de règle stricte quant à son usage, et qu'il est aussi employé pour nommer certaines espèces de  Mycétozoaires au développement plasmodial, à  l'instar de Fuligo septica. 
Au XXIe siècle, ce myxomycète a été surnommé « le blob » dans la presse grand public en référence aux autres utilisations du mot anglais blob  (bien que ni les anglophones ni les travaux scientifiques francophones n'emploient ce terme pour désigner ce myxomycète), notamment du film de science-fiction The Blob d'Irvin S. Yeaworth Jr. Ce film, sorti en 1958, a pour personnage central un extraterrestre géant et gluant qui grossit en avalant les habitants (la cellule de Physarum polycephalum, elle, double de taille tous les jours).

## Caractéristiques

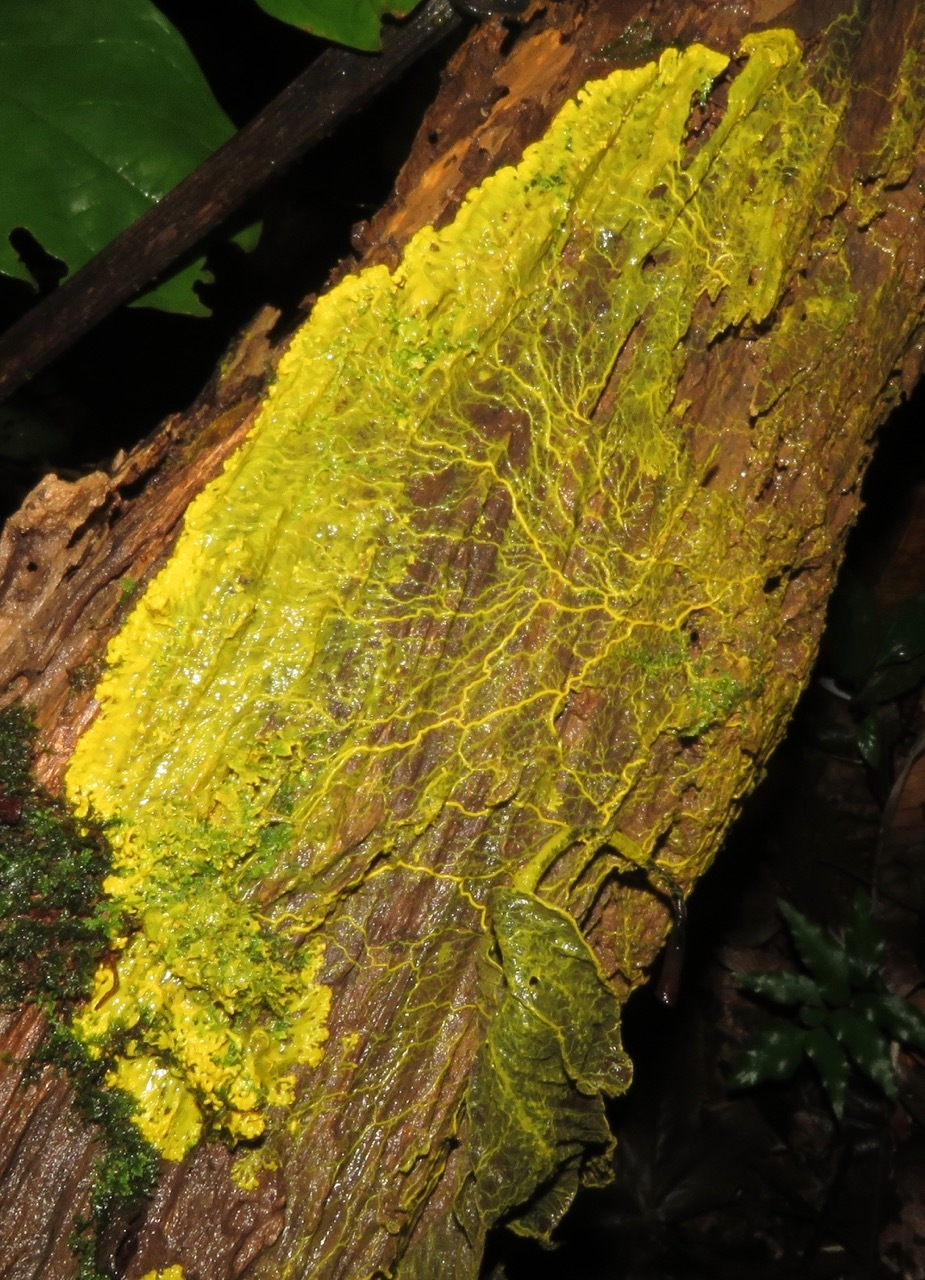
Plasmodium de Physarum polycephalum.

Visible à l’œil nu, Physarum polycephalum est généralement jaune. Il se nourrit de spores et de sporophores de champignons, de bactéries et autres micro-organismes. En revanche, en laboratoire il est nourri de flocons d'avoine. Physarum polycephalum est l'un des micro-organismes eucaryotes les plus faciles à cultiver in vitro (du papier absorbant humide et des flocons d’avoine suffisent) et est utilisé comme organisme modèle pour de nombreuses études sur les mouvements amiboïdes et la motilité cellulaire.
Température
Lorsque la température dépasse 29 °C, le blob ne peut survivre qu'en entrant en dormance.
Une expérience de science participative relate des températures de survie entre 7 et 37 °C. 
La température de développement maximale se situerait entre 18 et 24 °C.
Luminosité
Le blob préfère l'obscurité à la lumière, bien qu'il ne soit pas impossible de l'élever en présence de source lumineuse.
Ni la couleur de la lumière ni la présence ou non d'UV ne semblent affecter le blob.

## Répartition
On le trouve sur tous les continents, dans des milieux humides, doux et ombragés, en forêt, dans des arbres ou dans la litière en décomposition, mais aussi dans le désert ou sous la neige. Il serait apparu sur Terre il y a 500 millions d'années.

## Cycle de vie

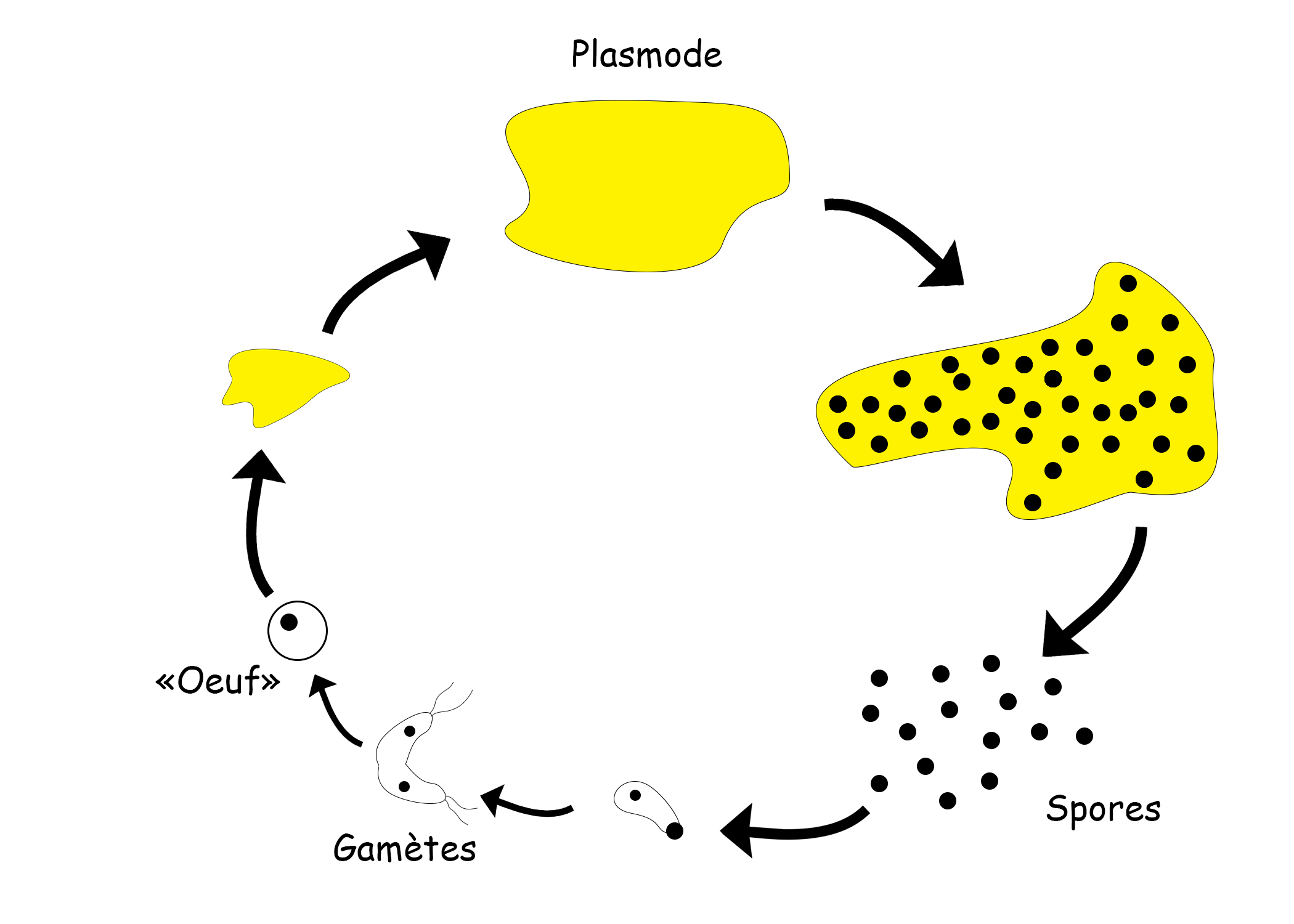
Cycle de vie de Physarum polycephalum.

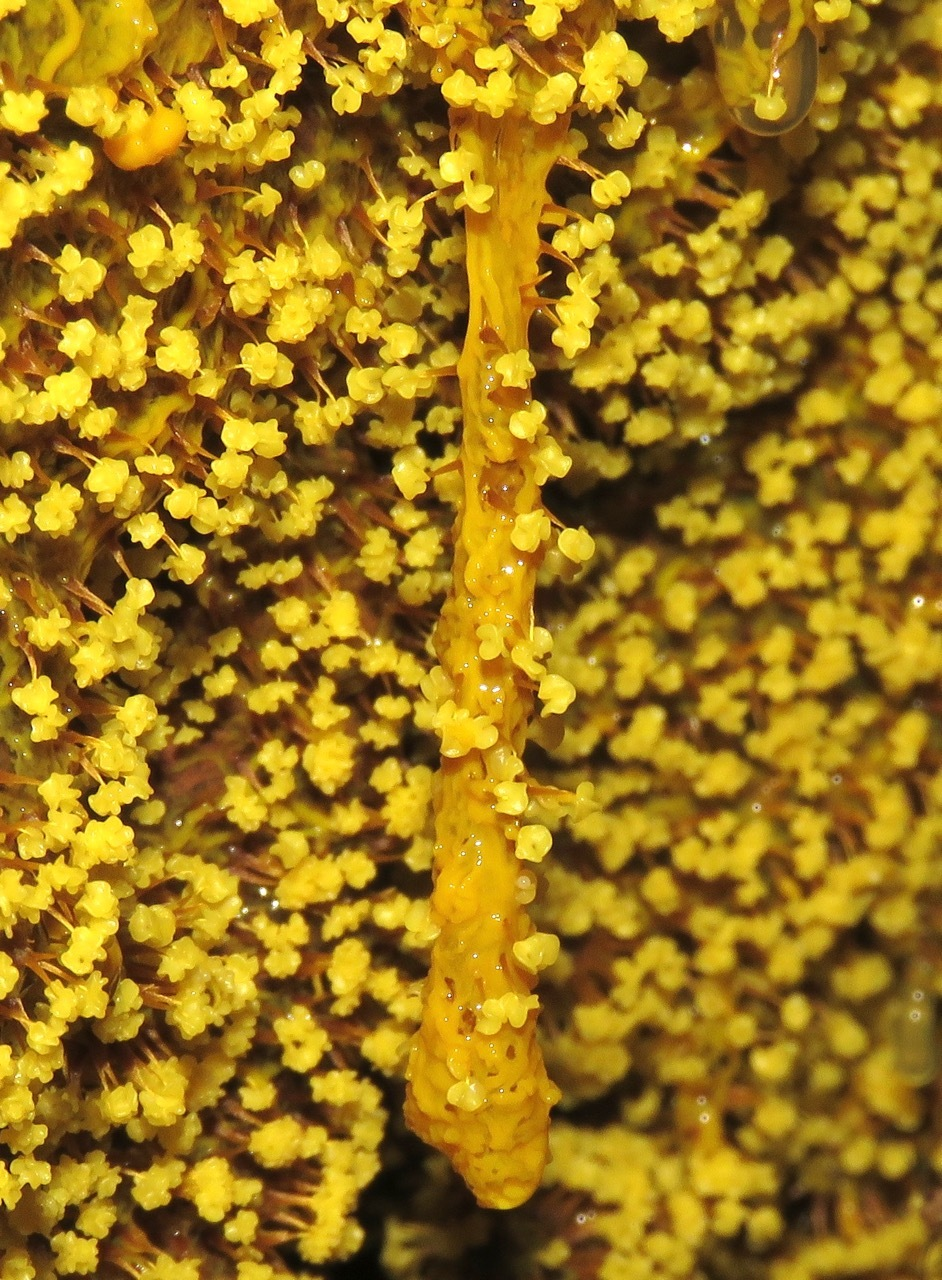
Phase reproductrice, constitution des sporocystes.

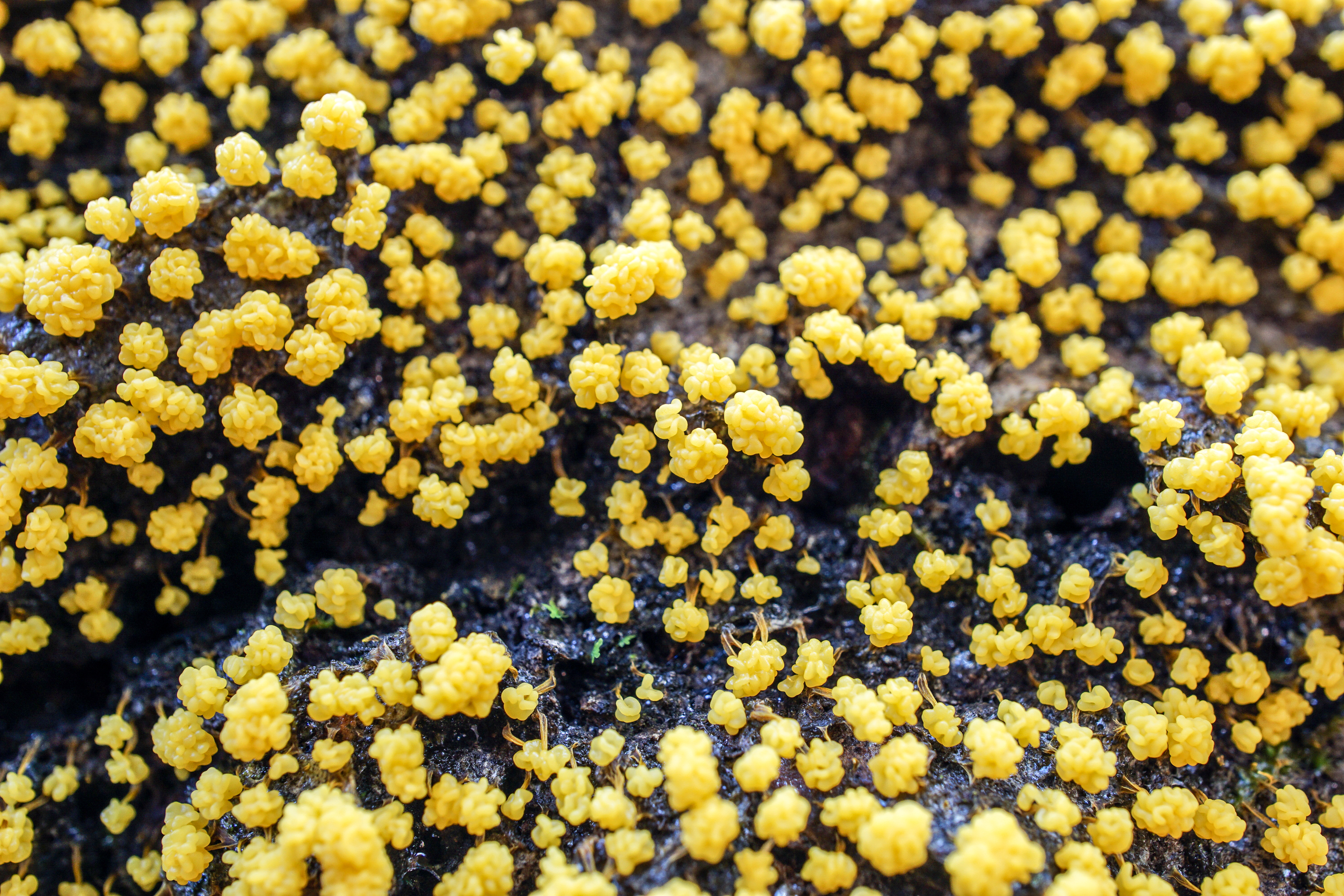
Sporocystes.

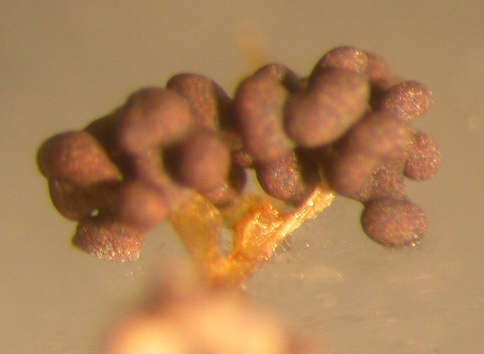
Sporocystes bruns en phase de sporulation.

La principale phase végétative de Physarum polycephalum est le plasmode ou plasmodium. Ce plasmode est constitué de réseaux de veines protoplasmiques qui assurent la distribution des nutriments, et de nombreux noyaux. C'est au cours de cette étape que l'organisme cherche de la nourriture. Le plasmodium entoure sa nourriture et sécrète des enzymes pour la digérer.

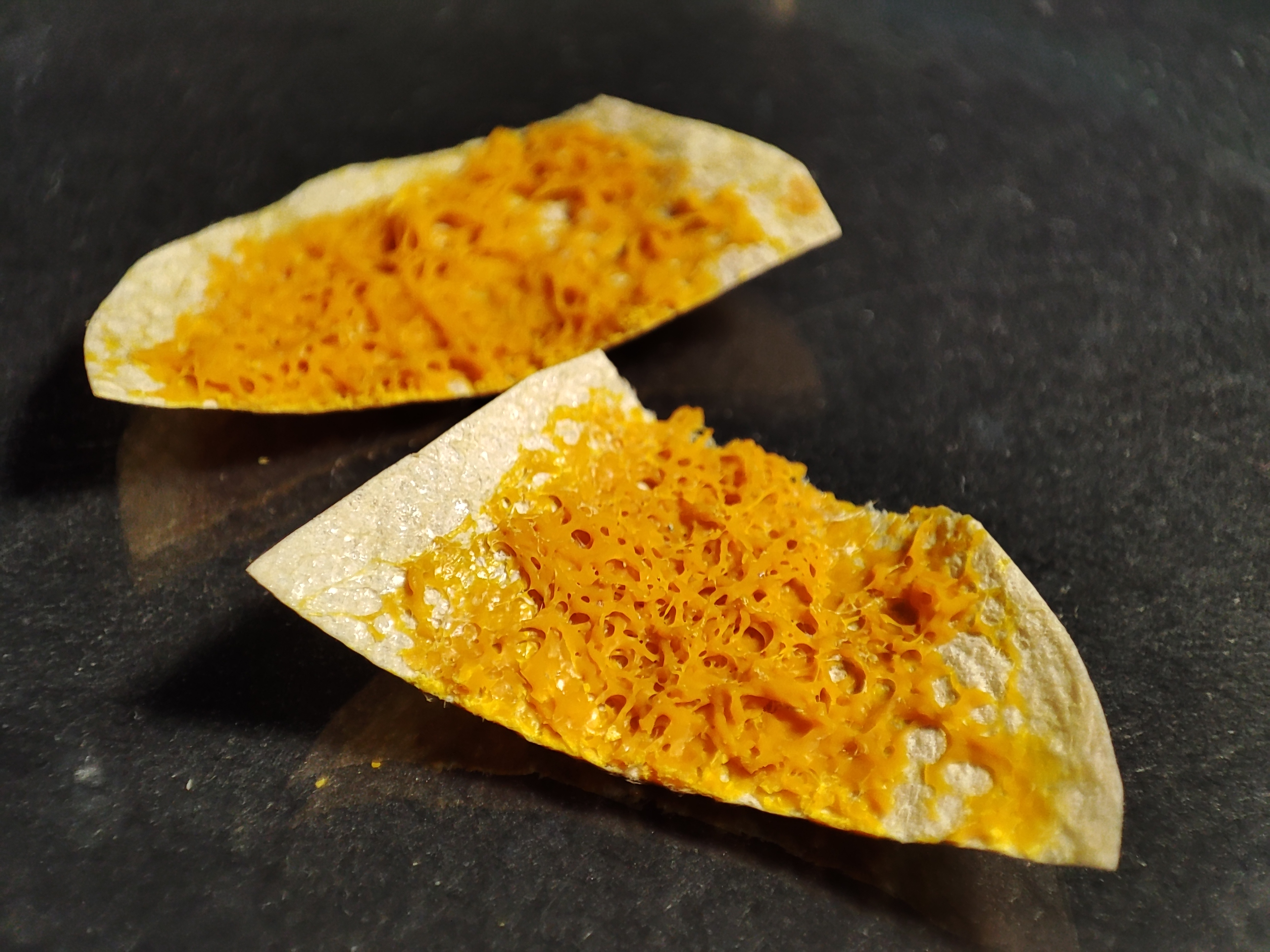
Sclérote de la souche australienne de P. polycephalum.

Si les conditions environnementales entraînent la dessiccation du plasmode lors de l'alimentation ou de migration, il se forme alors un sclérote. Le sclérote est multinucléé et constitué de tissus très renforcés servant de stade de dormance, assurant ainsi la protection de Physarum polycephalum pendant de longues périodes. Une fois les conditions favorables revenues, le plasmode réapparaît pour poursuivre sa quête de nourriture.
Quand les réserves alimentaires sont épuisées, le plasmode entre en phase de reproduction pour former des sporocystes. Des sporocystes se forment dans le plasmode, la méiose se produit au sein de ces structures et les spores se forment. Les sporocystes se forment habituellement à l'air libre pour que les spores soient dispersées par le vent. Les spores peuvent rester viables pendant des années. Toutefois, lorsque les conditions environnementales sont favorables à la croissance, les spores germent et libèrent des cellules soit flagellées, soit amiboïdes (stade mobiles). Les cellules fusionnent ensuite pour former un nouveau plasmode.
La fusion n'a lieu que si les Physarum polycephalum sont de types sexuels différents, ce qui a de grandes chances de se produire puisqu'il en existe 720 différents.
Le type sexuel du plasmode est en effet déterminé par trois sites génétiques, notés matA, matB et matC, qui disposent respectivement de 16, 15 et 3 allèles connus (pour un total de 720 combinaisons différentes).

## Génétique
Le génome de Physarum polycephalum est partiellement séquencé.
Physarum polycephalum est souvent utilisé pour les études sur l'édition biologique ; c'est à ce jour le seul organisme connu pour éditer l'acide ribonucléique (ARN) à la fois par insertion et substitution de nucléotides.

## Comportement

### Déplacement
Le déplacement du Physarum polycephalum est lié à un courant cytoplasmique appelé « shuttle streaming » en anglais, évoquant le va-et-vient d'une navette (shuttle). Ce shuttle streaming est caractérisé par un changement de direction d’avant en arrière du flux de cytoplasme, avec un intervalle de temps d'environ deux minutes. À l’intérieur des plasmodes, la force motrice est générée par la contraction suivie de la relaxation de couches membraneuses probablement constituées d'actine (de type filament d'actine associé à la contraction). La couche de filaments crée un gradient de pression grâce auquel le cytoplasme s'écoule à l'intérieur du plasmode.
Le plasmode sécrète un mucus qui le protège contre la dessiccation mais a aussi un rôle répulsif qui lui évite d'explorer deux fois la même piste. Cette mémoire spatiale externalisée lui permet de se déplacer à 1 cm/h.

### Apprentissage

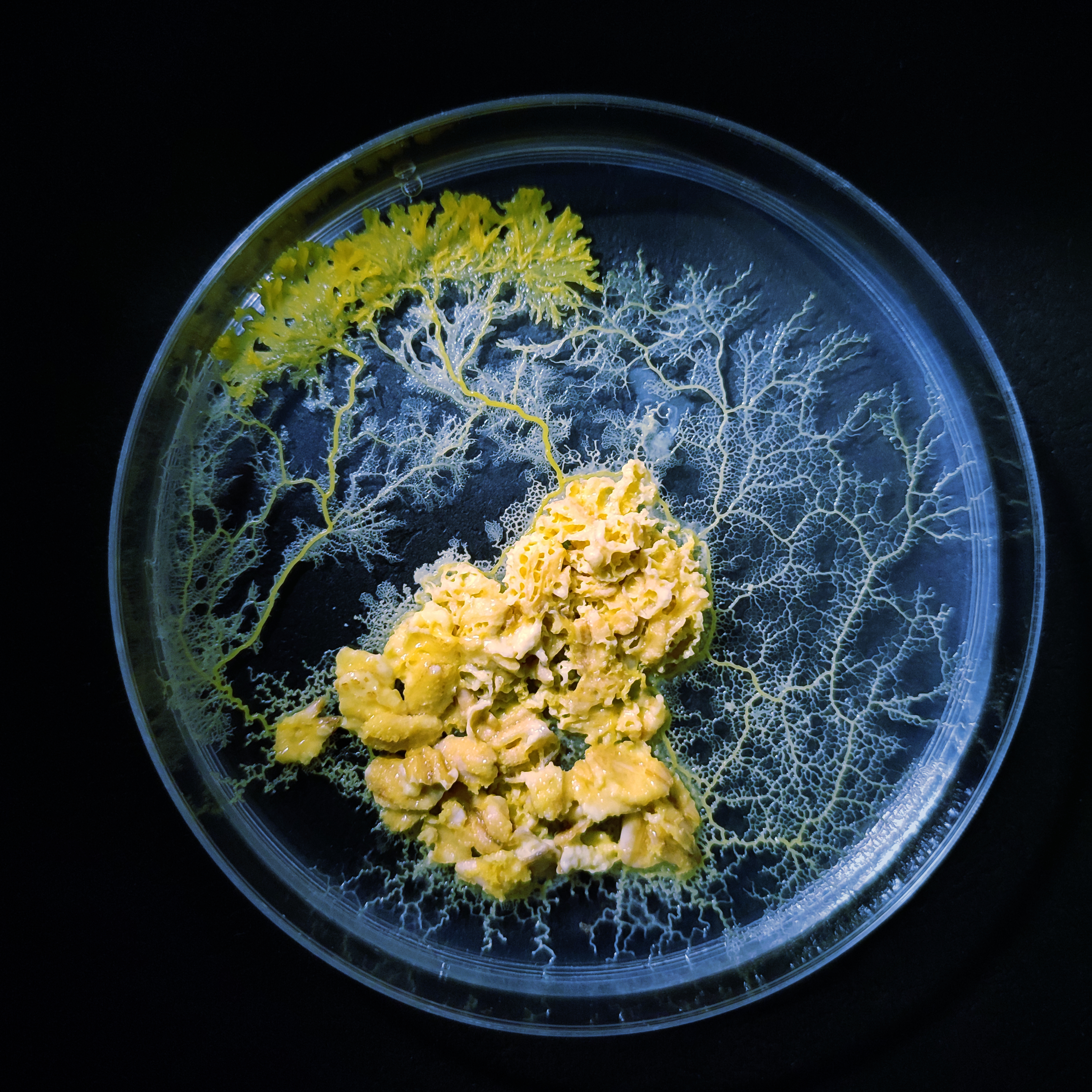
Culture en boite de Pétri sur une couche de flocons d'avoine.

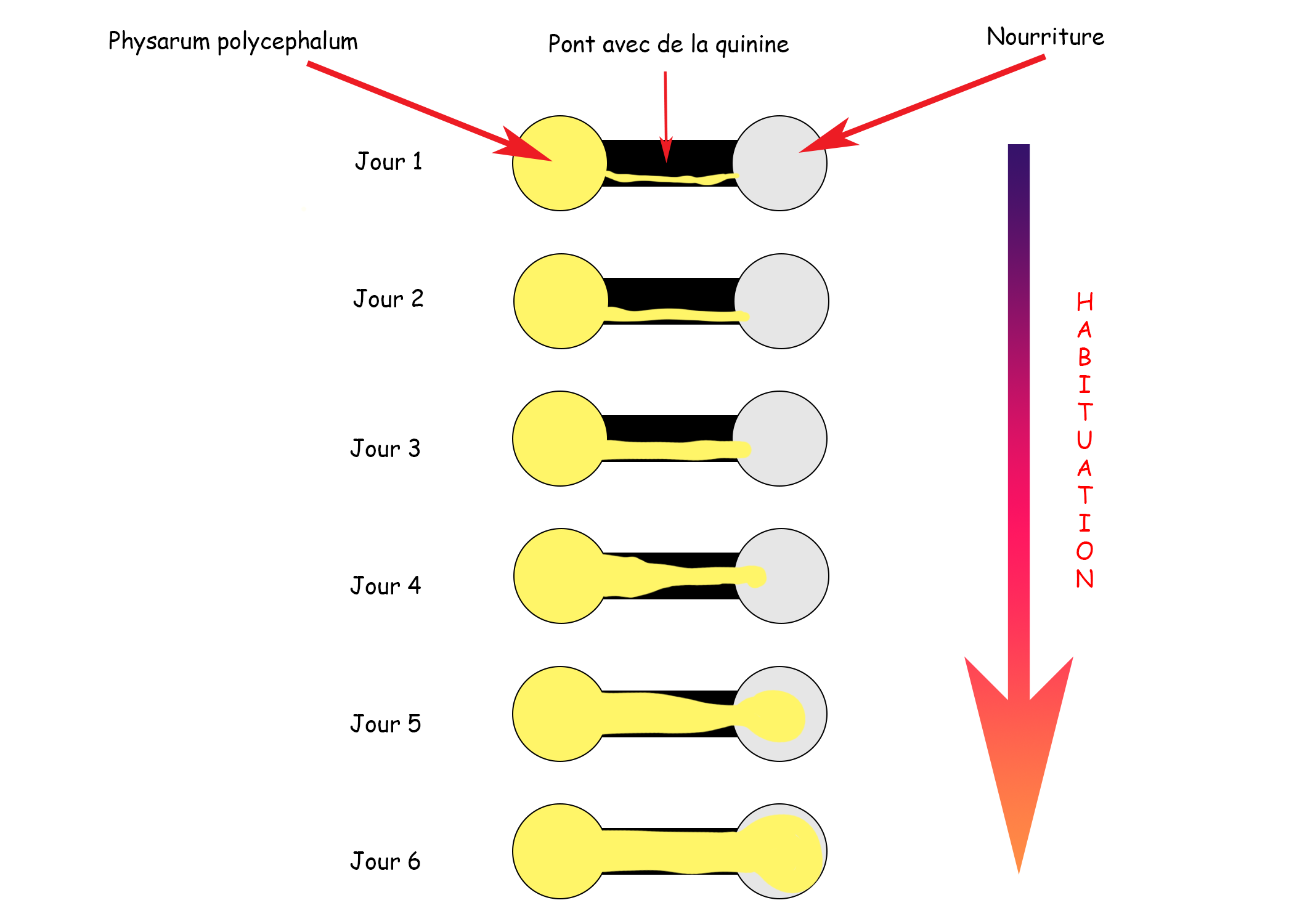
Expérience de l'habituation avec P. polycephalum.

Physarum polycephalum peut présenter des comportements très étonnants que la recherche scientifique n'a pas encore totalement expliqués. Une équipe de recherche du CNRS a montré que Physarum polycephalum peut non seulement apprendre mais également transmettre les nouvelles informations mémorisées à des congénères en fusionnant temporairement avec eux,,.
Dans l'expérience de cette équipe, 4 000 individus sont séparés en deux groupes de taille identique, le groupe H (« habitué ») et le groupe N (« naïf »). Les individus du groupe H s'entraînent à réprimer leur répulsion naturelle pour des substances inoffensives comme le sel pour aller chercher leur nourriture de l'autre côté d'un pont qui en est recouvert ; ceux du groupe N doivent seulement traverser un pont dépourvu de ces substances. Ensuite, on met des individus de chaque groupe dans la même situation, consistant à devoir traverser un pont recouvert de sel pour aller chercher leur nourriture : on constate que les individus du groupe H sont bien plus rapides à la tâche.
Dans un deuxième temps, on crée des couples HH, HN et NN, et on les met à nouveau ensemble dans cette situation. On constate alors que, pour aller chercher leur nourriture, les individus N qui s'associent à des individus H sont aussi rapides qu'eux ; ils sont beaucoup plus rapides que les autres individus N. Enfin, on recommence en séparant les couples soit une heure soit trois heures après les avoir laissés dans un état où ils sont fusionnés, puis on les soumet à nouveau à l'épreuve du pont de sel. On constate alors que, parmi les N qui étaient fusionnés avec un H, seuls ceux qui l'avaient été pendant trois heures sont aussi rapides que des H.
Les chercheurs remarquent que c'est aussi le temps requis pour qu'une sorte de veine se forme entre les deux individus fusionnés. Ils émettent alors l'hypothèse encore non vérifiée (décembre 2016) selon laquelle cette veine serait le moyen par lequel les informations sont transmises d'un Physarum polycephalum à l'autre. On ignore pour l'instant sous quelle forme cette information est transmise et traitée,.
Cette notion d'apprentissage doit être considérée avec précaution, elle incite à un biais interprétatif qui laisse supposer une certaine forme d'intelligence via la mémorisation d'informations. Le communiqué de presse initial ne cite qu'une capacité « d'habituation » face aux contraintes de l'expérience. Plusieurs solutions de réactions biologiques peuvent avoir lieu dans le groupe H et y être enregistrées sans faire appel à une quelconque forme d'intelligence, entre autres des modifications épigénétiques peuvent être envisagées, voire plus, compte tenu de la plasticité génétique de Physarum polycephalum.

### Résolution de labyrinthes

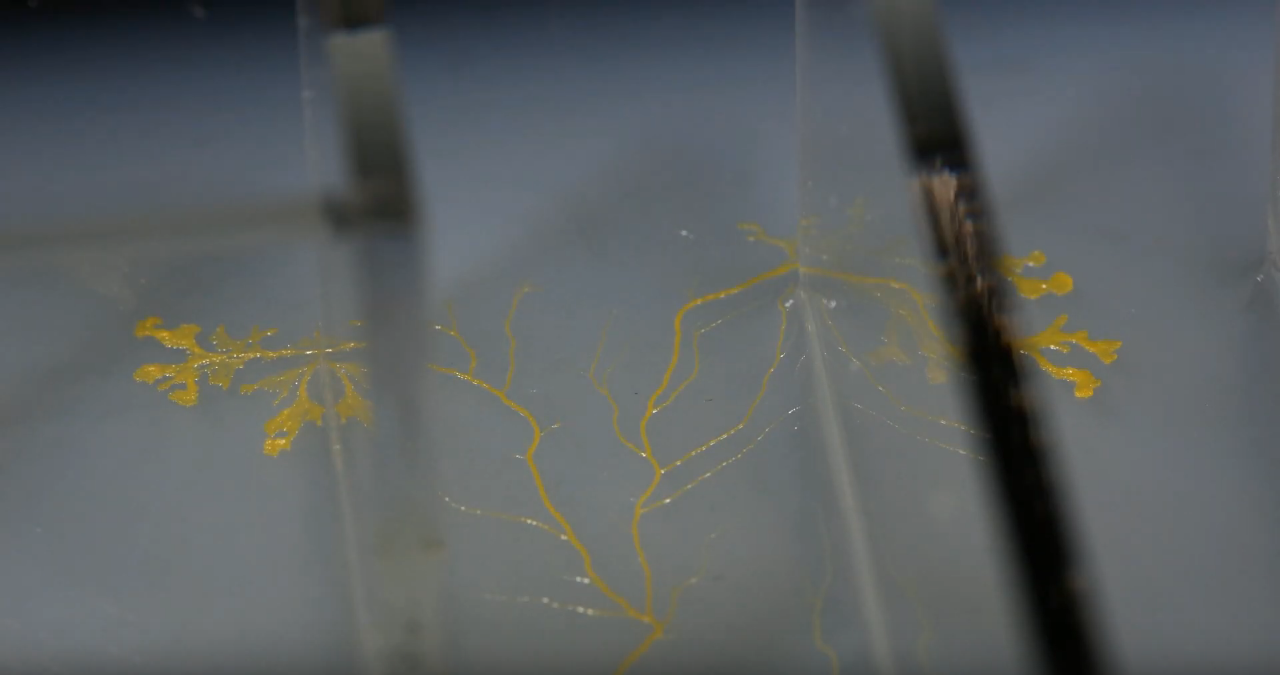
Physarum polycephalum dans un labyrinthe.

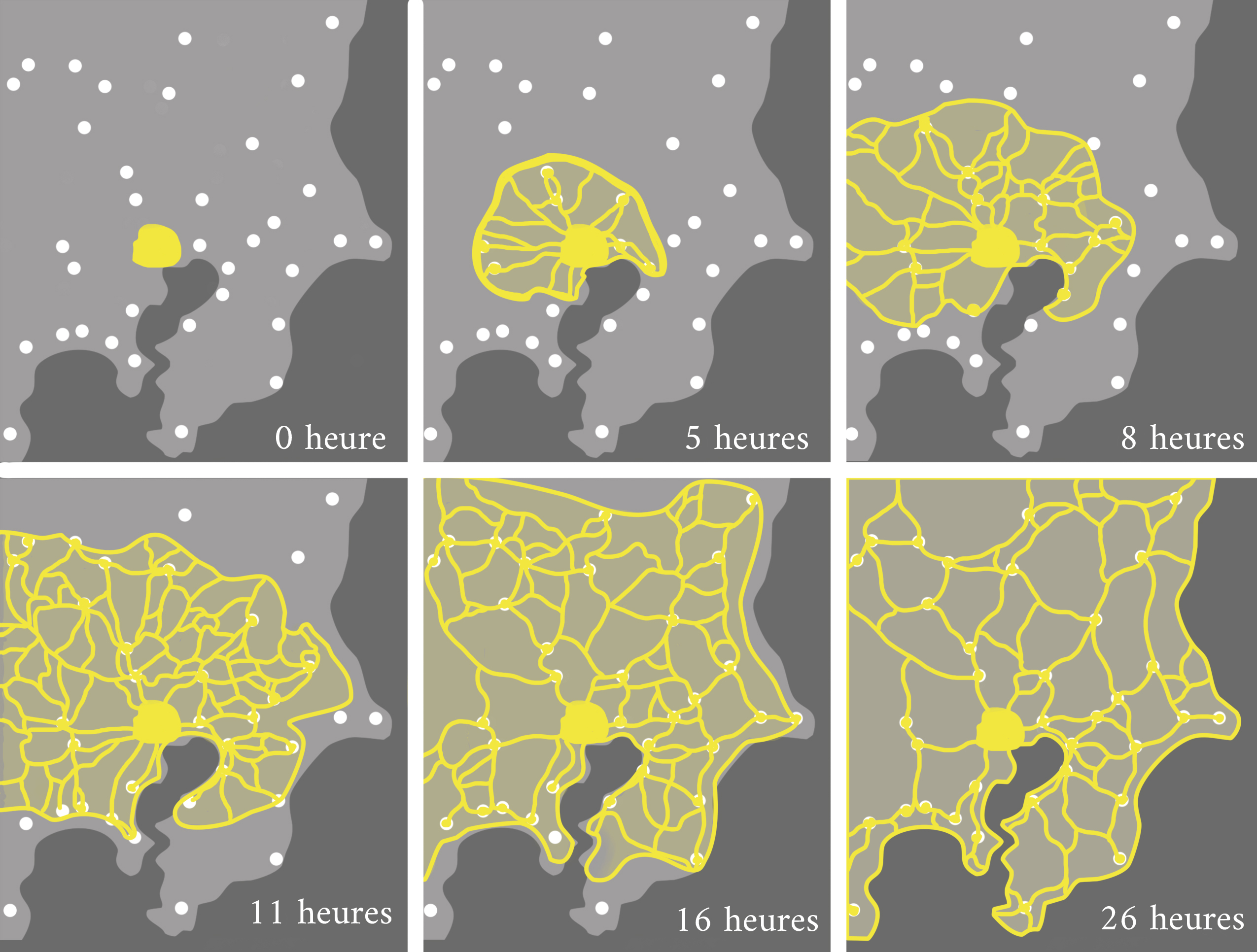
Optimisation d'un réseau par P. polycephalum.

Une équipe de chercheurs japonais et hongrois considère que Physarum polycephalum est capable de se déplacer dans un labyrinthe d’agar-agar en identifiant le plus court chemin possible quand deux morceaux de nourriture sont placés à chaque entrée. En réalité, Physarum polycephalum parcourt tout le labyrinthe et persiste uniquement sur le chemin le plus court.
Une étude démontre que Physarum polycephalum peut résoudre des problèmes complexes mettant en jeu plus de sources de nourriture. Pour ce faire, les chercheurs déposent l’organisme sur une surface où sont dispersés des points de nourriture représentant les différentes villes de la région de Tokyo. Physarum polycephalum crée un réseau optimisé entre les sources de nourriture, en reliant de la manière la plus efficace les différentes stations.

### Anticipation des stimuli
En générant de façon répétée des stimuli de chaud et de froid à Physarum polycephalum, et ce avec 60 minutes d'intervalle, des biophysiciens de l'université de Hokkaidō découvrent que le plasmode peut anticiper ces stimuli en y réagissant même quand ceux-ci sont absents. Ils montrent également que ces résultats peuvent être obtenus en appliquant les stimuli avec un intervalle de 30  ou   90 minutes.

### Calcul
Andrew Adamatzky de l'université de Bristol montre comment il est possible d’orienter ou de cliver un plasmode en utilisant la lumière ou des sources de nourriture. Dans la mesure où des plasmodes réagissent toujours de la même manière aux mêmes stimuli, Adamatzky suggère que Physarum polycephalum constitue « un modèle idéal pour de futurs outils de bioinformatique ».

### Nutrition
Une équipe de l'université Toulouse-III-Paul-Sabatier montre que Physarum polycephalum est capable de choisir le régime le plus adapté à son métabolisme lorsqu'il est mis en présence de nombreuses sources de carbone et d'azote différentes.

### Robotique
Les particularités comportementales de Physarum polycephalum sont mises à profit lors de la fabrication d'un robot hexapode qui fuit la lumière pour se cacher dans des zones d'ombre. Des chercheurs de l'université de Southampton font pousser l'organisme sur une surface en étoile à six branches au-dessus d'un circuit qui le connecte au robot via un ordinateur. Lorsque Physarum polycephalum est exposé à la lumière et qu'il tente de se rétracter, son mouvement est enregistré par le circuit et transmis aux pattes du robot, qui s'éloigne de la source lumineuse, reproduisant ainsi de façon mécanique les réponses biologiques du microorganisme.

## Vulgarisation et pédagogie
En octobre 2019, un blob fait son entrée au parc zoologique de Paris,. Il n'est pas confié aux soigneurs, mais aux jardiniers.
En 2021 le CNES et le CNRS, à l'occasion de la mission Alpha dans la Station spatiale internationale prévue le 23 avril, mettent en place une expérience pédagogique sur le blob dénommée « Élève ton blob ». Des écoles primaires, collèges et lycées à qui seront confiés des blobs pourront comparer leur évolution à celle de quatre blobs emmenés à bord de la station par Thomas Pesquet,. L'expérience développée par le CNES en collaboration avec la scientifique Audrey Dussutour et d'autres acteurs, est supervisée par le centre de support des opérations BIOTESC (Biotechnology Space Support Center) en Suisse et est réalisée pendant l'année 2021.
Cette expérience, en l'absence de pesanteur, a permis d'observer des blobs construisant des pseudopodes en 3D,.

## Projet de recherche participatif
En 2021, le CNRS a lancé un projet de science participative consistant à étudier de manière précise les impacts des changements de température sur le blob. Toute personne âgée de plus de huit ans peut participer à ce projet. Les personnes participantes recevront un blob et devront s'en occuper et simuler des vagues de chaleur afin de recueillir des données qui seront par la suite étudiées par une équipe de recherche.